# Sync24
A Sync24 Daniel Vadestrid (született Daniel Ringström, 2008–2021 között Daniel Segerstad) svéd ambient előadó szóló projektje. Vadestrid elsősorban a Carbon Based Lifeforms tagjaként ismert; a Sync24 projektet a CBL-hangzásba nem illeszkedő zenéjének közreadásához létesítette.

## Története
Vadestrid már korábban is dolgozott szóló zenészként (TiN-ként két albumot is kiadott), azonban ideje nagy részében együttesek tagjaként működött (Carbon Based Lifeforms, Thermostatic, T.S.R., Arius). Mivel több olyan szerzeménye is volt, melyek nem illeszkedtek ezeknek az együtteseknek a hangzásába, 2005-ben megalapította Sync24 projectjét. Első albumát (Source) 2007-ben adta ki, ezt 2012-ben a Comfortable Void követte. Ugyanebben az évben létrehozta Leftfield Records lemezkiadóját, ahol kiadta a korai műveit tartalmazó Ambient Archive gyűjteményt.
A Sync24 albumai kedvező kritikai fogadtatásra találtak, és egy introspektívebb oldaláról mutatják be a zenészt. Egy kritikus a Comfortable Voidot egyféle „best of Carbon Based Lifeforms” albumként jellemezte, melyen helyet kapnak mind az együttes, mind Vadestrid legjobban sikerült stílusjegyei, bár ebből fakadóan bizonyos fokig közhelyes is.

## Diszkográfia
- Source (2007)
- Comfortable Void (2012)
- Eadgyth (EP, 2014)
- Omnious (2018)
- Acidious (2020)